# Bąkowron orientalny
Bąkowron orientalny, ślepowron orientalny (Gorsachius melanolophus) – gatunek średniej wielkości ptaka z rodziny czaplowatych (Ardeidae), zamieszkujący Azję Południowo-Wschodnią i Wschodnią oraz część Indii. Nie jest zagrożony wyginięciem.

## Taksonomia
Międzynarodowy Komitet Ornitologiczny (IOC) uznaje ślepowrona orientalnego za gatunek monotypowy. Autorzy Handbook of the Birds of the World populację zamieszkującą Nikobary zaliczają do podgatunku G. m. minor Hachisuka, 1926; pozostałą część populacji zaliczają do podgatunku nominatywnego G. m. melanolophus (Raffles, 1922).

## Występowanie
Występuje w południowych Chinach, na Tajwanie, wyspach Riukiu i Filipinach oraz na obszarze od północno-wschodnich Indii do Wietnamu; izolowana populacja w południowo-zachodnich Indiach. W północnej części występowania ma tereny lęgowe, natomiast w środkowej części tego obszaru występuje przez cały rok, część odlatuje w okresie zimowym dalej na południe – na Sri Lankę, Półwysep Malajski i Wielkie Wyspy Sundajskie.
Zamieszkuje wilgotne lasy deszczowe, występuje na całym ich obszarze od nizinnych podmokłych lasów do łagodnych wzgórz, do wysokości 2300 m n.p.m. w zachodnich Indiach. Na terenach występowania muszą jednak istnieć zbiorniki i cieki wodne. W czasie migracji często widywany na polach ryżowych.

## Morfologia

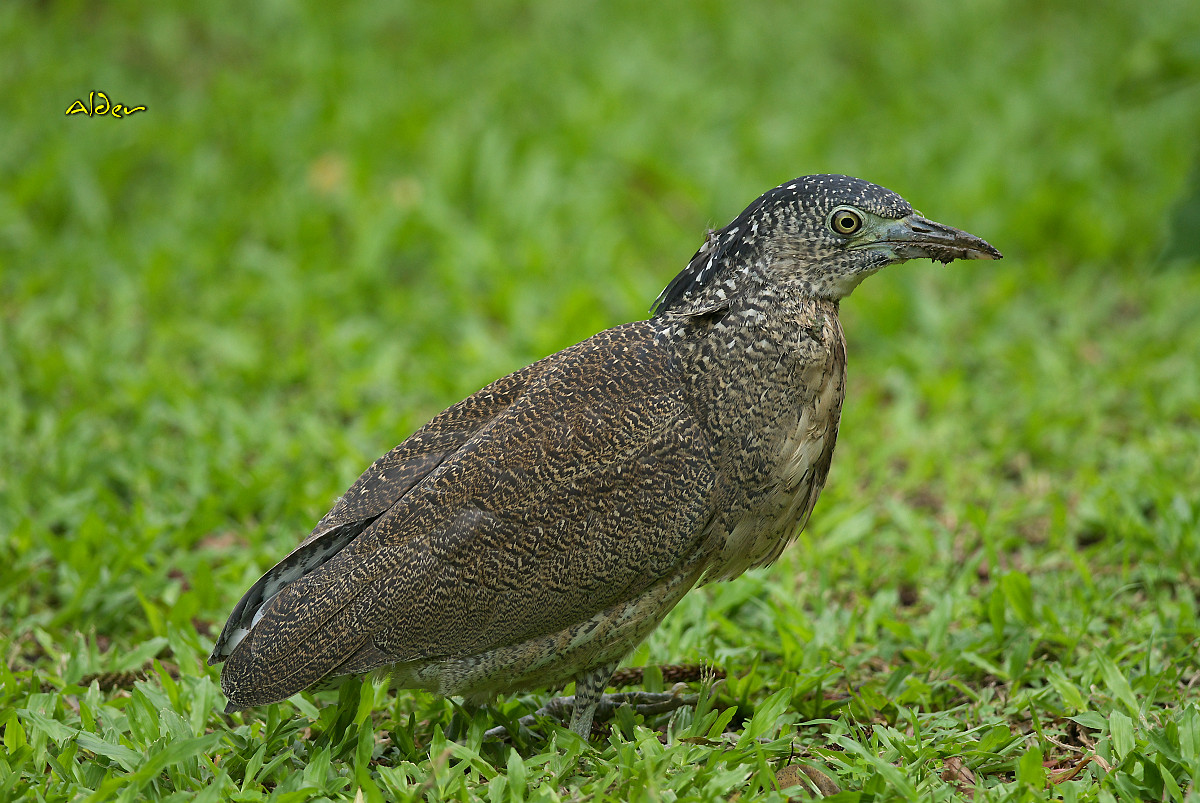
Osobnik młodociany

Długość ciała 45–51 cm; masa ciała 377–451 g; rozpiętość skrzydeł 86–87 cm. Ubarwienie dorosłych ptaków – głowa i szyja jest koloru kasztanowego, a skrzydła czarne z białymi końcówkami. U młodych osobników głowa i szyja koloru czarnego, a skrzydła mają kolor ciemnobrązowy. Ubarwienie jest charakterystycznie cętkowane.

## Tryb życia
Osobniki dorosłe żerują o zmierzchu lub nocą, są typowymi samotnikami. Także migrują samotnie. Odżywiają się głównie drobnymi zwierzętami lądowymi: dżdżownicami, chrząszczami, a także mięczakami, jaszczurkami, żabami i prawdopodobnie małymi rybami.
Okres lęgowy zależy od obszaru występowania: w Indiach od maja do sierpnia, na Tajwanie od kwietnia do września, na obszarach całorocznego występowania nie ma wyraźnego okresu lęgowego. Także okres migracji nie jest dokładnie ustalony, gdyż ptak ten wędruje samotnie i to głównie nocą. Wiadomo jedynie, że migruje na południe od swoich miejsc lęgowych.

## Status
IUCN uznaje bąkowrona orientalnego za gatunek najmniejszej troski (LC, Least Concern) nieprzerwanie od 1994 roku; wcześniej, w 1988 roku uznano go za gatunek bliski zagrożenia (NT, Near Threatened). W 2006 roku organizacja Wetlands International szacowała liczebność światowej populacji na około 2000 – 20 000 osobników, czyli około 1300 – 13 000 osobników dorosłych. BirdLife International uznaje trend liczebności populacji za trudny do ustalenia.